# آي هايبرا
آي هايبرا (灰原 哀، Ai Haibara) هي إحدى الشخصيات الرئيسية في أنمي المحقق كونان، وكانت عضوة سابقة في المنظمة السوداء تحت اسم شيهو ميانو (باليابانية: 宮野志保، بالروماجي: Miyano Shiho)، وكان اسمها الرمزي في المنظمة شيري (باليابانية: シェリー، بالروماجي: Sherry). تُعد عالمة صيدلة موهوبة، وهي التي طورت العقار APTX-4869 الذي تسبب في تقلص سينشي كودو. تُعتبر من الشخصيات المحبوبة لدى متابعي المسلسل، وظهرت لأول مرة في الحلقة 129 بعنوان "الفتاة الجديدة من المنظمة السرية".

## الخلفية والقصة

### الهوية والماضي
وُلدت شيهو ميانو في طوكيو، اليابان، وهي ابنة اتسوشي ميانو (عالم كيمياء ياباني) وإيلينا ميانو (عالمة بريطانية تلقب بملاك الجحيم). فقدت والديها عندما كانت في الرابعة، ثم أرسلت للدراسة في الولايات المتحدة الأمريكية، قبل أن تعود إلى اليابان للعمل في مختبرات المنظمة السوداء وهي في سن الثالثة عشرة.
بعد مقتل شقيقتها أكيمي ميانو على يد جين في الحلقة 128 (عصابة المعاطف السوداء)، احتجزتها المنظمة. أثناء ذلك، حاولت الانتحار بتناول عقار APTX-4869، لكنها تقلصت بدلاً من ذلك وتمكنت من الهروب عبر فتحة القمامة. لجأت إلى منزل سينشي كودو، حيث عثر عليها البروفيسور هيروشي أغاسا وأطلق عليها اسم هايبرا آي لحمايتها من المنظمة. ومنذ ذلك الحين، تعيش معه وانضمت إلى فريق المتحرين الصغار.

شيهو ميانو قبل تقلصها لتصبح طفلة آي هايبرا

## الحياة بعد الهروب
بعد تقلصها، أصبحت طالبة في الصف الأول الابتدائي في مدرسة تيتان، لكنها لا تزال تعمل سرًا على تطوير مضاد لـ APTX-4869. بسبب ماضيها المظلم وعزلتها في المنظمة، أصبحت فتاة انطوائية وتجد صعوبة في التكيف مع الآخرين. كما أنها تدرك أن وجودها قد يشكل خطرًا على من حولها، لذا حاولت التضحية بنفسها في عدة مواقف، منها:
- الحلقة 231 (الراكب المبهم 2): بقيت في الحافلة التي كانت ستنفجر، لكن كونان أنقذها.
- الفيلم الخامس (العد التنازلي إلى الجنة): بقيت قرب عداد القنبلة، لكن غينتا  أنقذها.
- الحلقة 345 (الهالوين): حاولت بلموت قتلها، لكن ران موري قامت بحمايتها.
- قطار الغموض: كاد بوربون يقبض عليها، لكن كايتو كيد زيف موتها بناءً على طلب كونان، مما جعل بوربون يعتقد أنها ماتت، بينما كانت بلموت على علم بحقيقة نجاتها.

## من أقوالها
| آي هايبرا | المستحيل في قاموس الحمقى فقط | آي هايبرا |

| آي هايبرا | الصداقة ليست كالمشروبات إذا انتهيتي منها رميتِها | آي هايبرا |

| آي هايبرا | سوف أسمح لك بقتلي، لكن بشرط واحد: عديني، ألا تقتلي أحدًا سواي! | آي هايبرا |

| آي هايبرا | نعم، بالتأكيد أنا أرفض، ربما يكون تغيير اسمي وعنواني وتحولي إلى شخص آخر ضماناً، لكن نفس الشيء سيتكرر حدوثه في النهاية، الاختباء في قلق، وستحاولون تحويلي إلى شخصية اخرى، وهكذا بلا نهاية. وأيضاً، ليس لدي ما يجعلني أثق بالإف بي آي ثقة عمياء | آي هايبرا |